# Szardik
Szardik (ang. Shardik) – druga książka Richarda Adamsa, wydana w 1974 roku, gdy autor zdecydował się on na porzucenie dotychczasowej pracy i poświęcenie się pisaniu. Jest to powieść z gatunku fantasy, a jej akcja dzieje się w imperium Beklańskim, podobnie jak akcja utworu pt. Maia z 1984 r, która toczy się wcześniej.
Szardik jest olbrzymim niedźwiedziem.
Książka po Polsku ukazała się w 1994 r. w przekładzie Andrzeja Polkowskiego (Poznań, Zysk i S-ka).
Imię Shardika - jednego ze Strażników w serii Mroczna Wieża Stephena Kinga jest nawiązaniem do tej powieści.